# Cornwall (Nueva York)
Cornwall es un pueblo ubicado en el condado de Orange en el estado estadounidense de Nueva York. En el año 2000 tenía una población de 12,140 habitantes y una densidad poblacional de 177 personas por km².

## Geografía
Cornwall se encuentra ubicado en las coordenadas 41°26′04″N 74°02′09″O / 41.43444, -74.03583. Según la Oficina del Censo, la ciudad tiene un área total de 73 km² (28,2 mi²), de la cual 69 km² (26,6 mi²) es tierra y 3 km² (1,2 mi²) (4.76%) es agua.